# Sistem de transmisie

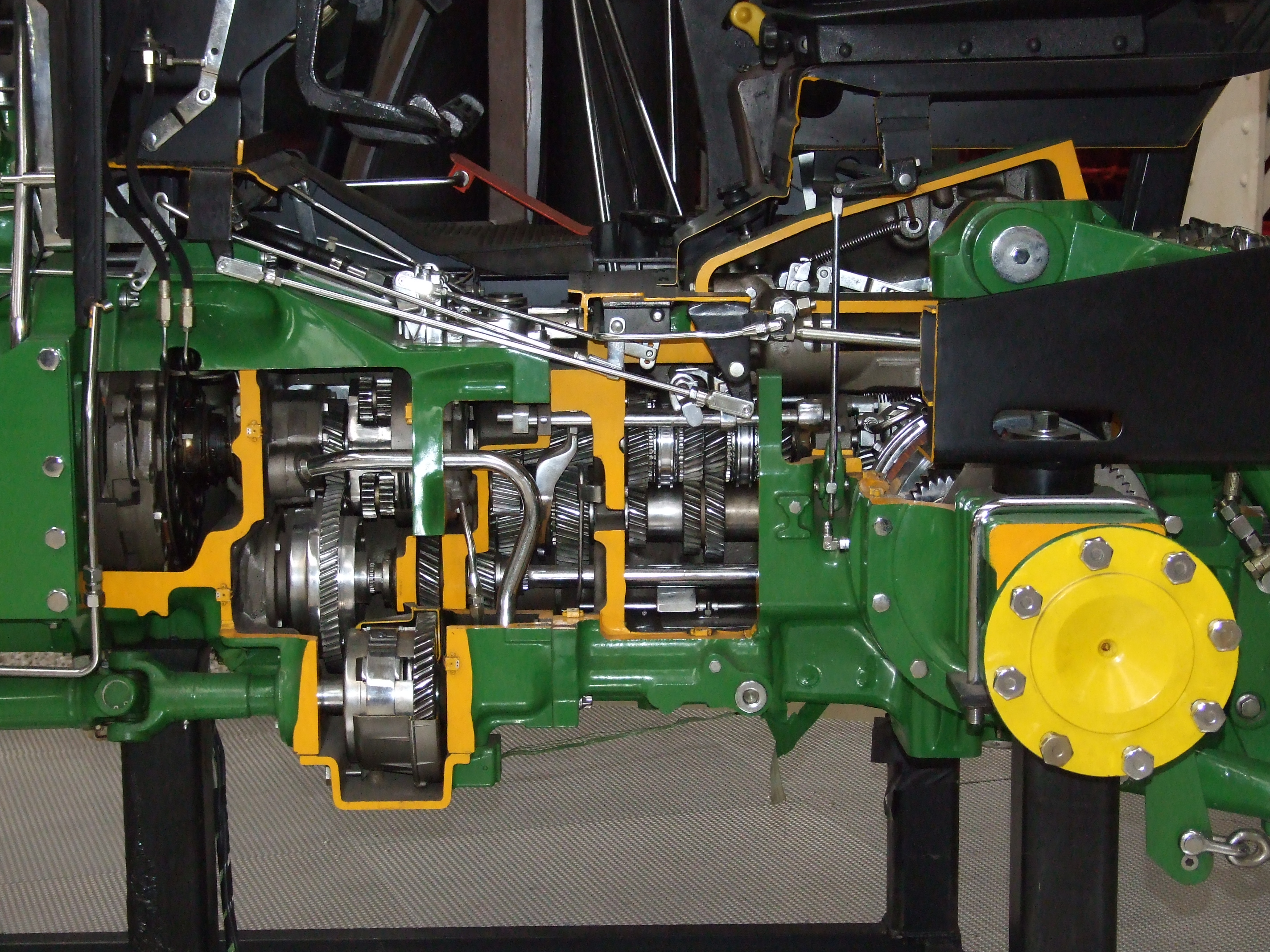
Sistem de transmisie al unui tractor

Sistemul de transmisie este ansamblul organelor automobilului care are rolul de a prelua de la motor, trece, modifica și distribui momentul motor la roțile motoare ale automobilului.

## Descriere generală
Sistemul de transmisie este alcătuit din subansamble și organe cu roluri specifice după cum urmează: ambreiaj, cutie de viteze, transmisie cardanică, transmisie principală, diferențial, reductor-distribuitor, arbori planetari și transmisie finală.
Ambreiaj
Ambreiajul cuplează progresiv și decuplează motorul de restul transmisiei, atât la pornire cât și în timpul mersului, la schimbarea treptelor cutiei de viteze.
Cutie de viteze
Cutia de viteze modifică forța de tracțiune sau viteza, în funcție de valoarea rezistenței la înaintare și face posibil mersul înapoi fără inversarea sensului de rotație a motorului și de asemenea permite staționarea îndelungată  a automobilului concomitent cu funcționarea motorului.
Reductor distribuitor
Reductorul distribuitor există numai la automobilele cu mai multe punți motoare.Are rolul de a transmite momentul motor la punțile motoare.
Transmisie cardanică
Transmisia cardanică trece momentul motor de la  cutia de viteze la transmisia principală.Este necesară datorită diferenței dintre axele geometrice ale arborilor, diferență determinată de  oscilațiile sistemului de suspensie.
Transmisie principală
Transmisia principală transmite momentul motor de la transmisia cardanică, aflată în planul longitudinal al automobilului, la diferențial și arborii planetari situați într-un plan transversal.Transmisia principală totodată mărește momentul motor.
Diferențial
Diferențialul dă posibilitatea roților motoare ale aceleiași punți, în viraje să parcurgă distanțe diferite.
Arbori planetari
Arborii planetari transmit momentul motor  de la diferențial la roțile motoare.
Transmisie finală
Transmisia finală mărește raportul total de transmitere.Există numai la unele autobuze și autocamioane de mare capacitate.